# Albvorland Nürtingen-Kirchheim
Das FFH-Gebiet Albvorland Nürtingen-Kirchheim ist ein 2015 durch das Regierungspräsidium Stuttgart nach der Richtlinie 92/43/EWG (Fauna-Flora-Habitat-Richtlinie) angemeldetes Schutzgebiet (Schutzgebietskennung DE-7322-311) im deutschen Bundesland Baden-Württemberg. Von 2005 bis 2015 bestanden zwei angemeldete Gebiete, nämlich Albvorland bei Nürtingen sowie Hohes Reisach und Rauber. Die LUBW hat die beiden Gebiete 2015 zusammengefasst, wobei sich die geschützten Flächen praktisch nicht verändert haben. Mit Verordnung des Regierungspräsidiums Stuttgart zur Festlegung der Gebiete von gemeinschaftlicher Bedeutung vom 30. Oktober 2018 (in Kraft getreten am 11. Januar 2019) wurde das Schutzgebiet ausgewiesen.

## Lage
Das 1876,1 Hektar große Schutzgebiet gehört zu den Naturräumen 101 – Mittleres Albvorland, 104 – Schönbuch und Glemswald und 106 – Filder innerhalb der naturräumlichen Haupteinheit 10 – Schwäbisches Keuper-Lias-Land. Es besteht aus mehreren Teilgebieten und erstreckt sich über die Markungen von zwölf Städten und Gemeinden in den Landkreisen Esslingen und Göppingen:
- Beuren – 185,90 ha = 9,9 %
- Dettingen unter Teck – 84,01 ha = 4,47 %
- Frickenhausen – 210,09 ha = 11,19 %
- Großbettlingen – 56,13 ha = 2,99 %
- Holzmaden – 4,42 ha = 0,23 %
- Kirchheim unter Teck – 676,21 ha = 36,04 %
- Neckartenzlingen – 6,86 ha = 0,36 %
- Notzingen – 0,13 ha = 0 %
- Nürtingen – 602,19 ha = 32,09 %
- Ohmden – 22,49 ha = 1,19 %
- Owen – 25,23 ha = 1,34 %
- Schlierbach – 1,93 ha = 0,1 %

## Beschreibung und Schutzzweck
Das Schutzgebiet umfasst im Wesentlichen die großen zusammenhängenden Waldgebiete zwischen Nürtingen und Kirchheim/Teck. Es handelt sich um die bewaldeten und durch Klingen gegliederten Höhenrücken links und rechts des Tiefenbachtals sowie um das Tal des Trinkbaches mit Feuchtwiesen, Stillgewässern und struktur- und artenreichen Wiesen.

### Lebensraumklassen
(allgemeine Merkmale des Gebiets) (prozentualer Anteil der Gesamtfläche)
Angaben gemäß Standard-Datenbogen aus dem Amtsblatt der Europäischen Union
|                                                |                                                |  |      |      |
| N10 – Feuchtes und mesophiles Grünland         | N10 – Feuchtes und mesophiles Grünland         |  | 14 % | 14 % |
| N14 – Melioriertes Grünland                    | N14 – Melioriertes Grünland                    |  | 3 %  | 3 %  |
| N15 – Anderes Ackerland                        | N15 – Anderes Ackerland                        |  | 1 %  | 1 %  |
| N16 – Laubwald                                 | N16 – Laubwald                                 |  | 47 % | 47 % |
| N17 – Nadelwald                                | N17 – Nadelwald                                |  | 4 %  | 4 %  |
| N19 – Mischwald                                | N19 – Mischwald                                |  | 30 % | 30 % |
| N21 – Nicht-Waldgebiete mit hölzernen Pflanzen | N21 – Nicht-Waldgebiete mit hölzernen Pflanzen |  | 1 %  | 1 %  |
|                                                |                                                |  |      |      |

### Lebensraumtypen
Folgende Lebensraumtypen nach Anhang I der FFH-Richtlinie kommen im Gebiet vor:
| EU Code | Lebensraumtyp (offizielle Bezeichnung)                                                                            | Kurzbezeichnung                   | Hektar |
| ------- | --- | --------------------------------- | ------ |
| 4030    | Trockene europäische Heiden                                                                                       | Trockene Heiden                   | 0,05   |
| 6210    | Naturnahe Kalk-Trockenrasen und deren Verbuschungsstadien (Festuco-Brometalia)                                    | Kalk-Magerrasen                   | 5,32   |
| 6430    | Feuchte Hochstaudenfluren der planaren und montanen bis alpinen Stufe                                             | Feuchte Hochstaudenfluren         | 0,37   |
| 6510    | Magere Flachland-Mähwiesen (Alopecurus pratensis, Sanguisorba officinalis)                                        | Magere Flachland-Mähwiesen        | 63,00  |
| 9110    | Hainsimsen-Buchenwald (Luzulo-Fagetum)                                                                            | Hainsimsen-Buchenwald             | 37,00  |
| 9130    | Waldmeister-Buchenwald (Asperulo-Fagetum)                                                                         | Waldmeister-Buchenwald            | 635,20 |
| 9160    | Subatlantischer oder mitteleuropäischer Stieleichenwald oder Sternmieren-Eichen-Hainbuchenwald (Carpinion betuli) | Sternmieren-Eichen-Hainbuchenwald | 3,90   |
| 91E0    | Auen-Wälder mit Alnus glutinosa und Fraxinus excelsior (Alno-Padion, Alnion incanae, Salicion albae)              | Auenwälder mit Erle, Esche, Weide | 10,40  |

### Zusammenhängende Schutzgebiete
Zwölf Landschaftsschutzgebiete überschneiden sich ganz oder teilweise mit dem FFH-Gebiet. Nahezu das gesamte FFH-Gebiet liegt im Vogelschutzgebiet Nr. 7323-441 Vorland der mittleren Schwäbischen Alb. Folgende Naturschutzgebiete liegen im FFH-Gebiet:
- Wiestal mit Rauber
- Schönrain